# Overwatch (quân sự)
Overwatch là loại chiến thuật hỗ trợ trong quân sự, với nhiệm vụ một đơn vị được bố trí hoặc một đoàn xe quân sự di chuyển, sử dụng hỏa lực để hỗ trợ cho các đơn vị quân sự khác di chuyển về phía quân thù. Một đơn vị "overwatch" được bố trí tại một địa điểm có địa hình có thể quan sát bao trùm một khu vực, đặc biệt là khu vực có thể nhìn thấy kẻ thù, và dùng hỏa lực để áp đảo, bắn về phía quân thù, bao trùm cả khu vực để yểm trợ cho các đơn vị đồng đội đang tiến lên. Thuật ngữ này xuất phát từ Mỹ vào những năm 1950.